# Монтеро, Рауль
Рауль Монтеро Корнехо (исп. Raúl Montero Cornejo, 11 апреля 1914 года, Сантьяго, Чили — 24 апреля 2000 года, Винья-дель-Мар, Чили) — чилийский военный и политический деятель, адмирал. Главнокомандующий ВМС Чили (1970—1973), министр финансов Чили в правительстве Сальвадора Альенде (1973). 
Активный сторонник невмешательства армии в политическую жизнь страны, один из немногих лояльных «Народному единству» высших офицеров Военно-морских сил.

## Биография
Рауль Монтеро родился в семье Эмилио Монтеро Реджаса и Фелиситы дель Кармен Корнехо Андраде. Решив стать военным моряком, с 1929 по 1934 год учился в Национальном институте имени генерала Хосе Мигеля Каррера и Военно-морской школе имени Артуро Прата. Служил на учебном корабле «Эсмеральда», на котором установил рекорд по плаванию под парусом — прошёл 78% маршрута Вальпараисо—Таити без задействования двигателей.
В 1970 году был назначен главнокомандующим ВМС Чили с присвоением звания адмирала. Во время политического кризиса, вызванного неоднозначным результатом президентских выборов, вместе с адмиралом Мерино инициировал встречу командования флота с получившим относительное большинство голосов Сальвадором Альенде и руководителями партий «Народного единства», на которой военные получили гарантии, что армия не будет втянута в политическую жизнь страны, а все кадровые назначения будут осуществляться после консультаций с командным составом. Эта встреча вызвала гнев командования сухопутных войск, которое безуспешно попыталось добиться увольнения Монтеро, но укрепила позиции Альенде и снизила вероятность военного переворота.
Во время президентства Альенде адмирал Монтеро, в отличие от многих старших офицеров, поддерживал политику президента и препятствовал военным заговорщикам, поэтому его отстранение (наряду с главнокомандующим сухопутных войск генералом Пратсом) являлось необходимым условием успеха переворота. 9 августа 1973 года, в обстановке острого кризиса, Монтеро вместе с остальными командующими родов войск вошёл в военно-гражданское правительство Альенде, заняв пост министра финансов. 16 августа на заседании Высшего военного совета ВМС адмиралы-заговорщики во главе с Мерино потребовали от Монтеро уйти в отставку, но тот не дал однозначного ответа. Однако 28 августа, когда под давлением развязанной против него активной кампании по дискредитации ушёл в отставку Пратс, оставшийся без поддержки со стороны армии Монтеро также подал президенту Альенде прошение об отставке, но 3 сентября получил отказ. Альенде обосновал его следующим образом:

«Вы неоднократно поднимали вопрос о своём решении покинуть ряды военно-морского флота, чтобы уйти в отставку. Каждый раз я отвечал, что страна нуждается в Ваших важных услугах, что сегодня приобретает всё большее значение. Ещё раз и с большим упором, чем в предыдущие разы, Вы сейчас направили мне заявление об отставке с поста главнокомандующего... Я хочу выразить Вам, что я глубоко размышлял над каждой из причин, на которых Вы основываете свою отставку. Я считаю их все солидными и респектабельными. По этой причине только императив высшей иерархии, высший интерес страны, заставляет меня отвергнуть её».
Президент собрал Высший военный совет ВМС, где столкнулся с давлением со стороны некоторых адмиралов, требовавших наказать лидеров правительственных партий Альтамирано и Гарретона за связи с МИР и группой Хуана Карденаса, которая якобы хотела поднять на флоте леворадикальный мятеж (впоследствии выяснится, что это была провокация, организованная самим командованием ВМС).
11 сентября 1973 года, в день военного переворота, адмирал Мерино провозгласил сам себя «главнокомандующим ВМС» и направил отряд морской пехоты к дому на улице Санчес Фонтесилья, где проживал Монтеро, с приказом вывести из строя телефонную связь и автомобили, тем самым блокировав законного главнокомандующего. После переворота Монтеро был арестован, но после отпущен и ушёл с военной службы.

## Семья
В 1942 году женился на Агеде Фигероа Карвахаль, в браке родилось 5 сыновей и дочь.